# Carta d'identità cartacea italiana
La carta d'identità cartacea italiana è uno dei documenti di riconoscimento previsti in Italia dalla legge, la cui emissione sarà definitivamente interrotta dal 3 agosto 2026 a favore della carta d'identità elettronica conforme al modello UE.
Viene utilizzata dalla persona a cui è intestata come documento di riconoscimento personale, e come documento per l'espatrio (negli stati che l'accettano al posto del passaporto per i cittadini di un dato stato se valida e autorizzata a tale scopo) e per identificarsi al fine di usufruire di servizi per i quali è richiesto un documento di riconoscimento (per esempio ottenere alloggio in alberghi) o richiesto da chi fornisca il servizio o venda una merce per identificare il cliente.
Con il decreto interministeriale del 23 dicembre 2015 sono state definite le modalità tecniche di emissione della carta d'identità elettronica, che è emessa da tutti i municipi a partire dal 2019 e sostituisce la "vecchia" carta d'identità cartacea, nonché le prime versioni pilota di quelle elettroniche. Dopo tale data, la carta d'identità cartacea viene rilasciata solo in casi di viaggio urgente all'estero o se si è cittadini iscritti all'AIRE, mentre in tutti gli altri casi di estrema esigenza è sufficiente la ricevuta della richiesta della carta d'identità elettronica.
Secondo il Regolamento (UE) 2019/1157 (capo II, articolo 5), le carte d'identità cartacee italiane cesseranno di essere valide su territorio europeo il 3 agosto 2026, in quanto prive di una zona a lettura ottica (machine-readable zone – MRZ) e non adeguate alle norme minime di sicurezza di cui alla parte 2 del documento ICAO 9303.

## Caratteristiche generali
La carta d'identità deve essere conforme al modello stabilito dal Ministero dell'interno . È in forma cartacea e pieghevole e di colore marrone, tranne che nelle province ove esistono minoranze linguistiche, nelle quali il modello viene emesso con una colorazione differente. Il campo numero è del tipo XY NNNNNNN (2 lettere maiuscole, spazio, 7 cifre); esso è riportato nella prima pagina (copertina) e nell'ultima (controcopertina).
Ai sensi del decreto Brunetta del 2008 ha durata di 10 anni. La data di scadenza è indicata sulla carta, nella controcopertina (ultima pagina).
L'indicazione dello stato civile, un tempo obbligatoria, è facoltativa, su richiesta dell'interessato.
L'indicazione della professione sulla carta d'identità non è elemento necessario per l'identificazione della persona, ma utile a fini statistici. Pertanto la circolare del Ministero dell'Interno n. 10 del 1º dicembre 1966, che stabiliva l'indicazione della professione svolta dall'interessato sulla carta d'identità, deve ritenersi superata, anche alla luce dell'art. 2, comma 10 della legge 15 maggio 1997, n. 127, che non prevede tra le notizie da riportare sul documento, quello della professione. La denominazione riportata per indicare la professione può essere scelta dal cittadino tra quelle previste in un apposito elenco, tuttavia l'obbligatorietà dell'indicazione della professione è ancora oggetto di controversie: sulla scorta della normativa a tutela della riservatezza e del testo unico in materia di documentazione amministrativa, molte amministrazioni riportano sul documento la professione solo su richiesta dell'interessato, mentre altre amministrazioni si sono spinte fino a ometterla anche in questa circostanza.
Ai sensi del Regio decreto 6 maggio 1940, n. 635, articolo 289, in materia di "Regolamento per l'esecuzione del Testo unico delle leggi di pubblica sicurezza" è possibile l'apposizione dell'impronta del dito indice sinistro del titolare; tuttavia la norma ne afferma la facoltatività.
La carta d'identità cartacea italiana è tra le più contraffatte d'Europa, data la sua facilità di falsificazione (ad esempio la foto è solo incollata); inoltre è facilmente deteriorabile ed è scritta solo in italiano (ad eccezione di quelle stampate nelle zone bilingue). La risposta tecnologica è la carta d'identità elettronica, con standard elevati di sicurezza; l'Italia ha terminato la fase sperimentale dell'introduzione di questa tecnologia nel dicembre 2015.

### Carta d'identità bilingue
In province dove risiedono minoranze linguistiche, la carta d'identità è bilingue e viene emessa in colore differente (nella Provincia autonoma di Bolzano è di colore verde in italiano-tedesco, in alcuni comuni delle ex province di Trieste, Gorizia e Udine è di colore verde scuro in italiano-sloveno e il suo rilascio è facoltativo, a richiesta dell'interessato, mentre nella Regione autonoma Valle d'Aosta è di colore blu in italiano-francese).

### Carta d'identità elettronica
La carta d'identità elettronica è stata ideata nel 1997 per sostituire gradualmente quella in forma cartacea. La prima versione (sperimentale) è stata consegnata il 17 marzo 2001, ma il suo impiego rimase limitato fino al 2016. Era rilasciata su richiesta dell'interessato e solo nei comuni che ne avessero adottato il rilascio (sia come campione pilota, o a proprie spese). Col decreto ministeriale del 23 dicembre 2015, il rilascio della CIE diventa regolare in tutto il territorio nazionale e nei consolati per i cittadini italiani residenti all'estero.

## Disciplina

### Rilascio
La carta d'identità è rilasciata dal comune italiano di residenza o di dimora del cittadino. Il sindaco del comune ha l'obbligo, ai sensi testo unico delle leggi di pubblica sicurezza (TULPS), di rilasciarla alle persone che ne facciano richiesta senza distinzione d'età. A differenza del passaporto italiano viene quindi rilasciata anche a persone straniere, purché residenti o dimoranti in un comune italiano.

La legge finanziaria per l'anno 2007 ha inoltre stabilito che, a partire dal 1º giugno 2007, i consolati italiani sono autorizzati a rilasciare e rinnovare la carta d'identità per i cittadini italiani residenti all'estero iscritti all'AIRE. Il costo è equivalente a quello per i cittadini residenti in Italia.
La carta d'identità viene dunque rilasciata a tutti cittadini residenti o dimoranti in Italia fin dalla nascita, seppur con differenti periodi di validità. Fino al giorno antecedente al diciottesimo anno è necessaria la firma di un genitore (di entrambi i genitori come assenso all'espatrio, se si vuole che la carta d'identità sia valida per tale funzione). È anche possibile per un genitore fuori sede per motivi di lavoro o altro, impedito a presentarsi al Comune di residenza, inviare richiesta scritta, con le forme dell'autocertificazione, di rilascio della carta d'identità valida per l'espatrio per il figlio, allegando fotocopia di un valido documento di riconoscimento. In tal caso sarà però necessario un altro maggiorenne provvisto di documento d'identità che funga da testimone, qualora il minore risulti sprovvisto di altro documento identificativo.
È possibile rilasciarla anche ai cittadini non residenti, previa acquisizione del nulla-osta dal comune di residenza. In questi casi, il rinnovo della carta d'identità può avvenire per gravi e comprovati motivi di impedimento a recarsi presso il proprio Comune di residenza, adeguatamente documentati.
Per i cittadini impossibilitati a recarsi presso il proprio Municipio per gravi motivi di salute, occorre prendere accordi con gli uffici, che provvederanno alla consegna della stessa direttamente al domicilio dell'interessato per il tramite della polizia municipale. Il rilascio è immediato e il costo è di Euro 5,42.
Lo stato civile dell'interessato viene inserito soltanto su richiesta del cittadino.

### Periodo di validità, rinnovo e sostituzione
Il periodo di validità della carta varia a seconda dell'età del richiedente (in conformità al D.L. n. 70 del 13/05/2011, convertito con modificazioni dalla L. 12 luglio 2011, n. 106 [in G.U. 12/7/2011, n. 160]):
- 10 anni (dal 2008), per tutti i maggiorenni[14];
- 5 anni, per i minori di età compresa tra i 3 e i 18 anni (art. 10, comma 5 lett. b) numero 1 D.L. n. 70 del 13/05/2011 convertito con modificazioni dalla L. 12 luglio 2011, n. 106 [in G.U. 12/7/2011, n. 160];
- 3 anni, per i minori di età inferiore ai 3 anni (art. 10, comma 5 lett. b) numero 1 D.L. n. 70 del 13/05/2011 convertito con modificazioni dalla L. 12 luglio 2011, n. 106 [in G.U. 12/7/2011, n. 160].

I documenti di identità (e quindi anche le carte d'identità) di cui all'articolo 1, comma 1, lettere c), d) ed e), del D.P.R. n. 445 del 28 dicembre 2000, rilasciati o rinnovati (ma non quelle semplicemente prorogate) successivamente all'entrata in vigore del decreto-legge 9 febbraio 2012, n. 5, convertito in legge 4 aprile 2012, n. 35 hanno scadenza nel giorno del compleanno successivo allo scadere del decimo (o quinto o terzo) anno, e avranno dunque una durata di una frazione d'anno superiore alla scadenza che si sarebbe altrimenti prevista.
Si precisa che, con l'entrata in vigore del Reg. UE 2019/1157, nessun documento identificativo potrà avere durata superiore ai dieci anni: la scadenza (per maggiorenni) sarà fissata nel giorno del compleanno successivo al nono anno dal rilascio. Le carte d'identità rilasciate prima dell'entrata in vigore del predetto regolamento europeo mantengono la propria validità sino a scadenza, anche se questa dovesse superare i dieci anni dalla data del rilascio.
Per il rinnovo, che può essere richiesto a partire dal 180º giorno precedente la data di scadenza (dunque a partire da 6 mesi prima della scadenza), o la sostituzione di una carta d'identità smarrita, rubata, deteriorata o distrutta, occorre presentarsi personalmente, muniti di:
- tre (in alcuni comuni quattro[18], in altri due[19]) foto tessera uguali e recenti, di larghezza compresa tra 35 e 40 mm, su sfondo chiaro e con posa frontale[20];
- carta d'identità precedente (in caso di rinnovo), deteriorata (in caso di sostituzione per deterioramento), o altro documento d'identità valido oppure, in mancanza, con due testimoni che identifichino il richiedente (prassi quest'ultima spesso applicata anche se non supportata da adeguata normativa. Il funzionario comunale deve comunque essere certo dell'identità della persona a cui rilascia il documento, sotto la sua responsabilità);
- copia dell'eventuale denuncia di furto o smarrimento all'autorità di Pubblica Sicurezza, sia nel caso in cui la precedente carta d'identità fosse ancora valida, sia nel caso in cui fosse già scaduta (in alcuni comuni[19], in caso di distruzione, occorre invece la sottoscrizione di una dichiarazione sostitutiva di atto di notorietà attestante l'avvenuta distruzione del documento);
- Euro 5,42 per il pagamento;
- nel caso di carte elettroniche occorre prestare attenzione e informarsi preventivamente poiché la loro proroga cartacea potrebbe non essere universalmente riconosciuta:

Similmente il timbro di proroga apposto sulla carta d'identità cartacea a volte non viene riconosciuto per l'espatrio, anche all'interno dei confini europei. Per evitare possibili problemi si consiglia quindi a chi deve recarsi all'estero di chiedere il rilascio di una nuova carta d'identità. A questo proposito il Ministero dell'Interno, con circolare n. 23 del 2010, ha chiesto ai prefetti di informare i comuni dell'esistenza della possibilità del rinnovo della carta d'identità anche prima della scadenza prorogata, per evitare possibili problemi ai cittadini che dovessero recarsi all'estero.

### Obbligatorietà di porto
Alle persone pericolose o sospette può essere ordinato (sempre ai sensi del TULPS, art. 4) dall'autorità di pubblica sicurezza di munirsi, entro un dato termine, della carta d'identità e di esibirla a ogni richiesta degli ufficiali o degli agenti di pubblica sicurezza.
Non esiste alcun obbligo di portare con sé la carta d'identità o documento equipollente (a parte il caso delle varie patenti di guida dei veicoli), ma l'autorità di P.S. può sottoporre a rilievi segnaletici coloro che non possono provare la propria identità (ove non volessero potrebbero ricorrere fattispecie penali relative al rifiuto di dare indicazioni sulla propria identità personale, di cui all'art. 651 c.p.).
Il D.P.R. n. 445 del 2000 pone ordine rispetto alle norme approvate negli anni in materia di rilascio dei documenti e accertamento dell'identità. All'art. 35, in particolare, sono elencati i documenti equipollenti alla carta d'identità.

### Con validità per l'espatrio
A partire dal 3 agosto 2026 la carta d'identità cartacea non sarà più un documento valido a causa del Regolamento (UE) 2019/1157. Di conseguenza, dopo tale data, per recarsi all'estero sarà necessaria la carta d'identità elettronica (ove accettata) oppure il passaporto.
Dati alcuni problemi di riconoscimento della carta d'identità italiana, il Ministero degli Affari Esteri, tramite il suo portale web Viaggiaresicuri, consiglia l'uso del passaporto per i cittadini italiani che vogliano recarsi al di fuori dei confini nazionali.
Ufficialmente la carta d'identità consente l'espatrio verso le seguenti destinazioni:
- Unione europea
- Albania
- Andorra
- Bosnia ed Erzegovina[N 3]
- Città del Vaticano
- Egitto[N 4]
- Fær Øer
- Georgia
- Gibilterra
- Islanda
- Kosovo
- Liechtenstein
- Macedonia del Nord[N 5]
- Montenegro
- Montserrat (max. 14 giorni)
- Monaco
- Norvegia
- San Marino
- Serbia[N 6]
- Svizzera
- Territori d'oltremare francesi
- Turchia[N 7]

Per i paesi dell'area Schengen bisogna ricordare che:
- Per il Belgio: sono riconosciuti i certificati di nascita per minori di anni 15 muniti di timbro della Questura ed emessi a partire dal 7 giugno 2010; i certificati di nascita per minori di anni 15 rilasciati anteriormente a tale data sono da ritenere validi fino alla data di scadenza. È riconosciuto l'elenco dei partecipanti a viaggi scolastici debitamente vidimato dalla Questura competente (Decisione del Consiglio d'Europa del 30 novembre 1994 - 94/795/GAI).
- Per la Bulgaria: il certificato di proroga cartaceo della carta d'identità elettronica non è riconosciuto.
- Per la Croazia: è accettato il rinnovo cartaceo della carta d'identità elettronica, purché esibito unitamente alla carta elettronica scaduta. È confermato il riconoscimento della carta d'identità cartacea rinnovata mediante l'apposizione del relativo timbro di proroga della validità, apposto sullo stesso documento.
- Per la Francia: il documento è valido anche per i Territori francesi d'Oltremare.
- Per l'Irlanda: sono stati segnalati problemi con Aer Lingus e Ryanair, che a volte hanno rifiutato l'imbarco con il certificato di nascita per minori.
- Per l'Islanda: il certificato di proroga cartaceo della carta d'identità elettronica non è accettato, essendo il testo solo in italiano.
- Per la Lettonia: il minore con certificato di nascita deve essere accompagnato da uno dei genitori o da persona delegata, ma le Autorità si sono riservata un'ulteriore valutazione, la cui determinazione non è ancora pervenuta. Si suggerisce di verificare con l'Ambasciata lettone prima della partenza. Passaporto collettivo valido solo se esibito insieme a passaporto o carta d'identità individuale.
- Per la Lituania: il riconoscimento del certificato di proroga cartaceo della carta d'identità elettronica è attualmente allo studio.
- Per la Norvegia: il certificato di proroga cartaceo della carta d'identità elettronica non è accettato, essendo il testo solo in italiano.
- Per la Slovenia: l'Ambasciata della Repubblica di Slovenia a Roma ha precisato, il 28 gennaio 2011, che il passaporto collettivo è un documento valido per l'ingresso o il transito, purché le persone elencate nel passaporto collettivo possano essere identificate mediante un documento d'identità personale (la carta d'identità). La stessa Autorità diplomatica ha precisato che per tale passaporto collettivo non è possibile rilasciare un visto d'ingresso. È riconosciuto inoltre l'elenco dei partecipanti a viaggi scolastici (studenti, cittadini di Paesi terzi, residenti in uno Stato membro dell'UE accompagnati da un docente dell'istituto scolastico che organizza il viaggio) debitamente vidimato dalla Questura competente (Decisione del Consiglio d'Europa del 30 novembre 1994 - 94/795/GAI).
- Per la Slovacchia: ogni persona inclusa nel passaporto collettivo deve avere un altro documento di riconoscimento valido. Le tessere AT/BT sono valide solo se accompagnate da un altro documento di riconoscimento valido. Il certificato di nascita deve contenere l'indicazione dell'accompagnatore ed è considerato valido solo per 12 mesi dalla data di rilascio.
- Per la Svezia: ogni persona inclusa nel passaporto collettivo deve avere anche la carta d'identità con foto. Va precisato che per tale passaporto collettivo non è possibile rilasciare un visto d'ingresso. È riconosciuto inoltre l'elenco dei partecipanti a viaggi scolastici (studenti, cittadini di Paesi terzi, residenti in uno Stato membro dell'UE accompagnati da un docente dell'istituto scolastico che organizza il viaggio) debitamente vidimato dalla Questura competente (Decisione del Consiglio d'Europa del 30 novembre 1994 - 94/795/GAI).
- Per la Slovacchia: ogni persona inclusa nel passaporto collettivo deve avere un altro documento di riconoscimento valido. Le tessere AT/BT sono valide solo se accompagnate da un altro documento di riconoscimento valido. Il certificato di nascita deve contenere l'indicazione dell'accompagnatore ed è considerato valido solo per 12 mesi dalla data di rilascio.
- Per la Svezia: ogni persona inclusa nel passaporto collettivo deve avere anche la carta d'identità con foto. Ancora in attesa di conferma sull'accettazione del rinnovo cartaceo della 'identità elettronica. Certificato di nascita con foto deve contenere indicazione della cittadinanza italiana.
- Per la Svizzera: il passaporto, le carte d'identità e le tessere AT/BT devono essere validi al momento dell'entrata e per la durata del soggiorno. Il rinnovo cartaceo della carta d'identità elettronica non è riconosciuto. Riconosciuto rinnovo Carta d'identità cartacea.
- Per l'Ungheria: è accettato anche il rinnovo cartaceo della carta d'identità elettronica, purché esibito unitamente alla carta elettronica scaduta. Il passaporto collettivo è accettato purché accompagnato da altro documento di riconoscimento (per gli adulti) e dal certificato di nascita con fotografia timbrato, ai fini dell'espatrio, dalla Questura (per i minori di anni 15).

La validità, comunque, dei documenti per l'espatrio viene vagliata semestralmente dalle autorità competenti. Per ogni aggiornamento è necessario collegarsi al sito della Polizia di Stato.

### Smarrimento o furto
In caso di smarrimento o furto della carta d'identità occorrono:
- un documento di riconoscimento valido (in mancanza, occorre la presenza di due persone maggiorenni, munite di un documento d'identità valido, che dichiarino di conoscere personalmente l'interessato);
- 2 fotografie recenti in primo piano, a capo scoperto (con l'eccezione dei casi in cui la copertura del capo con velo, turbante o altro sia imposta da motivi religiosi, purché i tratti del viso siano ben visibili);
- denuncia, in originale, rilasciata dall'Autorità di pubblica sicurezza (Questura) o dai Carabinieri (nel caso non sia possibile consegnare all'ufficio l'originale della denuncia, è sufficiente la fotocopia). Per fare la denuncia occorre conoscere il numero della carta d'identità smarrita o rubata (il numero si può ottenere recandosi personalmente all'anagrafe).

L'art.47 comma 4 del D.P.R. 28 dicembre 2000 n. 445 prevede che:
Ciononostante, la circolare del Ministero dell'Interno del 30 giugno 2003, n. 16 ha affermato l'obbligatorietà della denuncia di smarrimento poiché la carta d'identità è un documento di identificazione ai fini di polizia assimilato alle carte valori, e inoltre è un documento equipollente al passaporto.

## Riferimenti normativi
- Artt. 3 e 4 del Regio Decreto 18 giugno 1931, n. 773 - Approvazione del testo unico delle leggi di pubblica sicurezza.

### Annotazioni
1. ↑  In alcune procedure informatiche, che richiedono il numero della carta d'identità, le 2 lettere non vanno inserite; in altri casi occorre eliminare lo spazio altrimenti l'inserimento non è accettato.
2. ↑  1. In tutti i casi in cui nel presente testo unico viene richiesto un documento d'identità, esso può sempre essere sostituito dal documento di riconoscimento equipollente ai sensi del comma 2.
2. Sono equipollenti alla carta d'identità il passaporto, la patente di guida, la patente nautica, il libretto di pensione, il patentino di abilitazione alla conduzione di impianti termici, il porto d'armi, le tessere di riconoscimento, purché munite di fotografia e di timbro o di altra segnatura equivalente, rilasciate da un'amministrazione dello Stato.
3. Nei documenti d'identità e di riconoscimento non è necessaria l'indicazione o l'attestazione dello stato civile, salvo specifica istanza del richiedente".
3. ↑  Non è riconosciuto il certificato di proroga cartaceo della carta d'identità. Per i minori di anni 18 che non siano in possesso di un documento
4. ↑  Carta d'identità cartacea ed elettronica con validità residua di 6 mesi, unitamente a 2 foto tessera per rilascio visto ingresso. A seguito dell'introduzione, in Italia, della carta d'identità per i minori di anni 15, le Autorità egiziane hanno ritenuto opportuno precisare che è consentito l'ingresso nel Paese anche ai minori di anni 15, titolari di carta d'identità valida per l'espatrio, alle medesime condizioni indicate in precedenza (solo per turismo; con carta d'identità cartacea ed elettronica con validità residua dì 6 mesi, unitamente a 2 foto tessera per rilascio visto ingresso). Non è riconosciuto il certificato di proroga cartaceo della Carta d'identità elettronica. NON è più riconosciuto il timbro di proroga della validità, apposto sulla Carta d'identità cartacea.
5. ↑  Carta d'identità con indicazione "valida per espatrio"; Il certificato di proroga cartaceo della carta d'identità non è riconosciuto.
6. ↑  Dal 12 giugno 2010 è accettata anche la carta d'identità in corso di validità.
7. ↑  
  - Passaporto ordinario e collettivo, carte d'identità, tessere AT/BT e certificato di nascita (devono avere una validità minima di 6 mesi dalla data di ingresso);
  - Carte d'identità, tessere AT/BT e certificato di nascita validi esclusivamente per frontiere internazionali aeroportuali e marittime e per frontiere terrestri con Grecia e Bulgaria. Non sono validi per l'ingresso dalle frontiere est e sudest del Paese. Sono state riscontrate criticità alle frontiere turche per l'ingresso in Turchia con la tessera AT/BT. È opportuno, pertanto, che l'ingresso in Turchia con la tessera AT/BT, pur nei limiti indicati dalle autorità turche (validità minima di 6 mesi dalla data di ingresso, motivi turistici, soggiorno di massimo 90 giorni, ingresso solo dalle frontiere internazionali aeroportuali e marittime o dalle frontiere terrestri da Bulgaria e Grecia) avvenga solo in casi eccezionali e di urgenza nei quali i connazionali non possano munirsi di altro documento di viaggio.

Si segnala, infine, che i documenti identificativi rilasciati dal Ministero degli Affari Esteri ai Consoli Onorari operanti in Italia non sono validi per l'espatrio in Turchia.

### Fonti
1. 1 2 3   L_2019188IT.01006701.xml, su eur-lex.europa.eu. URL consultato il 29 dicembre 2023.
2. ↑  Art. 288 comma 1 R.D. 6 maggio 1940 n. 635
3. ↑   Documenti per l'espatrio (PDF), su img.poliziadistato.it, Polizia di Stato. URL consultato il 29 aprile 2013 (archiviato dall'url originale il 10 luglio 2012).
4. 1 2   Modalità tecniche di emissione della Carta d'identità elettronica., in Gazzetta Ufficiale, Serie Generale n. 302 23-12-2015, 30 dicembre 2015. URL consultato il 2 gennaio 2016.
5. ↑   Circolare 4/2017 (PDF), su dait.interno.gov.it.
6. ↑   circolare 9/2019, su Carta di Identità Elettronica (CIE), 17 luglio 2019. URL consultato il 29 dicembre 2023.
7. ↑  Regio decreto 18 giugno 1931, n. 773, articolo 3, Regio decreto 6 maggio 1940, n. 635, articolo 289. In particolare, le caratteristiche sono stabilite dal modello 23 allegato al R.D. del 1940 citato.
8. ↑   Antonella Donati, Carta d'identità, come e quando la validità 10 anni, repubblica.it, 25 luglio 2008.
9. ↑  Decreto del presidente della Repubblica 28 dicembre 2000, n. 445, articolo 35, in materia di "Disposizioni legislative in materia di documentazione amministrativa"
10. 1 2   Prefettura di Modena, Menzione della professione sulla carta di identità (RTF), su prefettura.it, 21 novembre 2005.
11. ↑   Video del ministero dell'interno, su YouTube.
12. ↑   Enrico Marro, Carta d'identità elettronica. Consegnate le prime venti., Corriere della Sera, 18 marzo 2001. URL consultato il 18 gennaio 2014 (archiviato dall'url originale il 2 giugno 2014).
13. ↑  Art. 1, comma 1319 legge 27 dicembre 2006 n. 296
14. ↑  come disposto dall'art. 31 comma 1 del D.L. 25/06/2008 n. 112, convertito con modificazioni dalla legge del 6/8/2008 n. 133, previsione che ai sensi dell'art. 31 comma 2 ha trovato applicazione anche per le carte d'identità in corso di validità alla data di entrata in vigore del suddetto decreto legge, vale a dire, tramite l'istituto della proroga di ulteriori 5 anni, a quelle rilasciate tra il 26/06/2003 e il 25/06/2008.
15. ↑  Pubblicata sulla Gazzetta Ufficiale della Repubblica Italiana n. 82 del 6 aprile 2012 - Suppl. Ordinario n. 69
16. ↑   Appunti sull'art. 7: "Disposizioni in materia di scadenza dei documenti d'identità e di riconoscimento", su fe-mn1.mag-news.it, A.N.U.S.C.A.. URL consultato il 5 aprile 2012.
17. ↑  Art. 36 comma 7 del D.P.R. n. 445 del 2000.
18. ↑   Servizi Demografici, su comune.palermo.it, Comune di Palermo. URL consultato il 27 settembre 2012 (archiviato dall'url originale il 28 settembre 2012).
19. 1 2  (EN) Anagrafe e stato civile, su comune.modena.it. URL consultato il 13 febbraio 2022.
20. ↑   secondo le prescrizioni dettate dal Ministero dell'Interno relativamente alle foto per passaporto, ed applicabili anche alla carta d'identità, su comune.segrate.mi.it. URL consultato il 30 novembre 2014 (archiviato dall'url originale il 28 marzo 2015).
21. ↑   Pubblicazione della circolare n. 23 del 2010 relativa all'emissione di nuove carte d'identità in sostituzione di quelle prorogate..
22. ↑  Dal regolamento attuativo: «I rilievi segnaletici per le persone pericolose o sospette e per coloro che non siano in grado o si rifiutino di provare la propria identità, giusta l'art. 4 della Legge, sono descrittivi, fotografici, dattiloscopici e antropometrici.»
23. ↑   Documenti per viaggi all'estero: passaporto/carta d'identità (archiviato dall'url originale il 1º maggio 2017)., dal sito viaggiaresicuri.it
24. ↑   I documenti per viaggiare, su poliziadistato.it, Polizia di Stato. URL consultato il 17 giugno 2012.